# Jean-Jack Queyranne

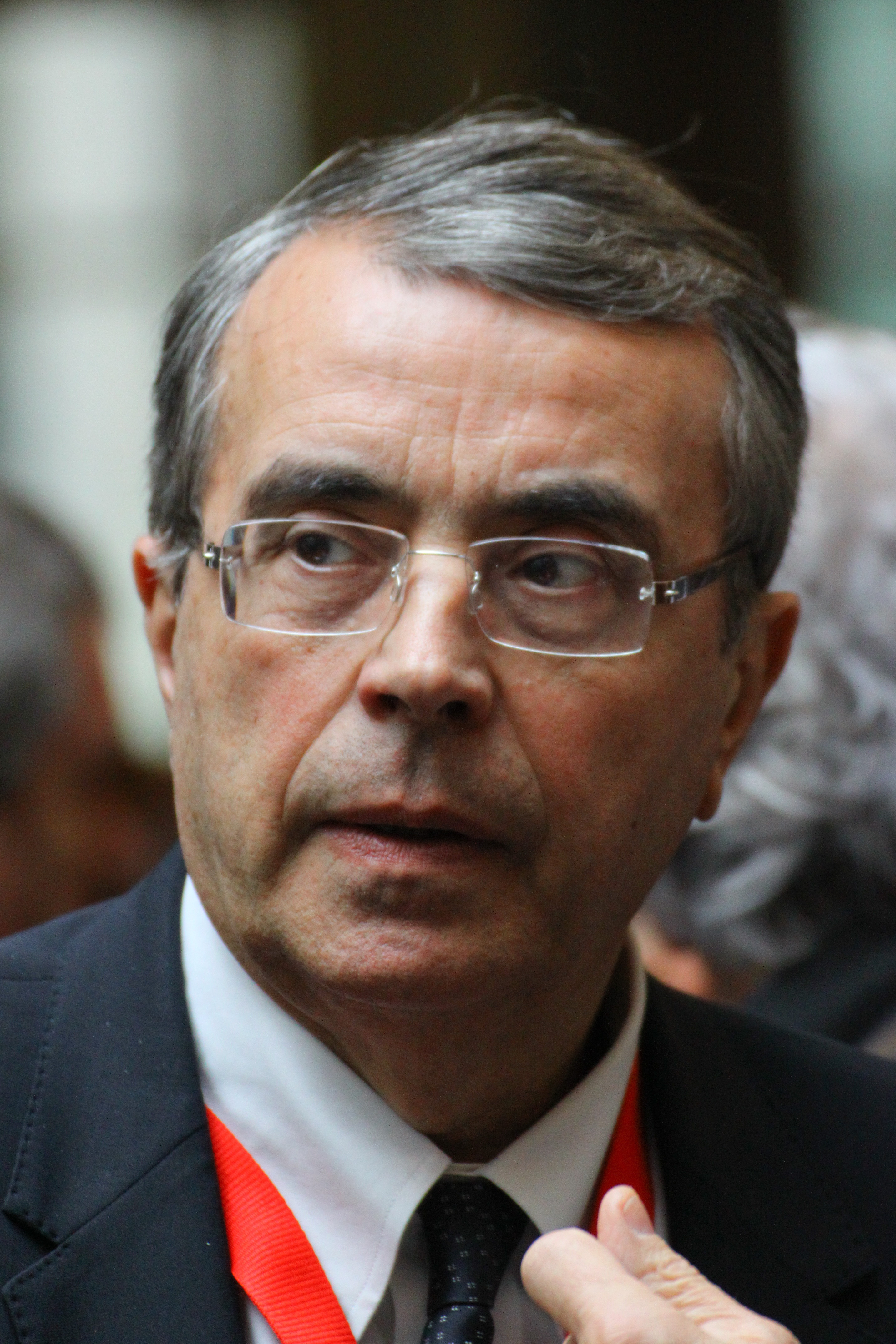
Jean-Jack Queyranne, 2012

Jean-Jack Queyranne (* 2. November 1945 in Lyon) ist ein französischer Politiker des Parti socialiste (PS).
Von 1989 bis 1997 war er Bürgermeister von Bron. Von 1997 bis 2000 war er Staatssekretär für die französischen Überseegebiete. Von 2000 bis 2002 war er  im Kabinett Jospin Minister für die Beziehungen zum Parlament (ministre des Relations avec le Parlement)  und von 2004 bis 2016 Präsident des Regionalparlaments der Region Rhône-Alpes. Von 2002 bis 2012 war er Abgeordneter der Nationalversammlung.